# Tom Morello
Thomas Baptist Morello (Harlem, Nueva York; 30 de mayo de 1964), más conocido como Tom Morello, es un guitarrista, cantante, compositor y activista estadounidense. Es conocido por su paso en las bandas de rock Rage Against the Machine y Audioslave. Entre 2016 y 2019, fue miembro del supergrupo Prophets of Rage. Llegó a ser músico de gira con Bruce Springsteen y la E Street Band. Bajo el sobrenombre de The Nightwatchman Morello lanzó su trabajo en solitario. Junto con Boots Riley, formó Street Sweeper Social Club. Cofundó Axis of Justice, que transmite un programa mensual en la estación Pacifica Radio KPFK (90.7 FM) en Los Ángeles.
Nacido en Harlem (Nueva York), y criado en Libertyville (Illinois), Morello se interesó por la música y la política mientras estaba en la escuela secundaria. Asistió a la Universidad de Harvard y obtuvo una licenciatura en Artes del Comité de Títulos en Estudios Sociales. Después de que su banda anterior Lock Up se disolviera, Morello conoció a Zack de la Rocha. Los dos fundaron Rage Against the Machine, que se convirtió en uno de los grupos de rock más populares e influyentes de la década de 1990.
Es conocido por su estilo único y creativo al tocar la guitarra, que incorpora ruidos de retroalimentación, punteo y tapping no convencionales, así como un uso intensivo de efectos de guitarra. Morello es conocido por sus opiniones políticas socialistas y activismo; la creación de The Nightwatchman ofreció una salida para sus puntos de vista mientras tocaba música apolítica con Audioslave. Ocupó el puesto 19 en la lista de los mejores guitarristas de todos los tiempos de la revista Rolling Stone.

## Biografía

### Primeros años
Thomas Baptist Morello nació el 30 de mayo de 1964 en Harlem (Nueva York), sus padres son Ngethe Njoroge (1928-2023) y Mary Morello. Su madre estadounidense de ascendencia italiana e irlandesa y un padre keniata de etnia kikuyu. Su madre era una maestra de escuela de Marsella (Illinois), que obtuvo una Maestría en Artes en la Universidad de Loyola Chicago y viajó a Alemania, España, Japón y Kenia como profesora de inglés entre 1977 y 1983.
Su padre participó en el Levantamiento de Mau Mau (1952-1960) y fue el primer embajador de Kenia ante las Naciones Unidas. El tío abuelo paterno de Morello, Jomo Kenyatta, fue el primer presidente electo de Kenia. Su tía, Jemimah Gecaga, fue la primera mujer en servir en la legislatura de Kenia; y su tío Njoroge Mungai fue ministro del gabinete del país, miembro del parlamento y fue considerado uno de los padres fundadores de la Kenia moderna. Sus padres se conocieron en agosto de 1963 mientras asistían a una protesta a favor de la democracia en Nairobi (Kenia). Después de descubrir su embarazo, Mary Morello regresó a los Estados Unidos con Njoroge en noviembre y se casó en la ciudad de Nueva York.
Cuando Morello tenía 16 meses, Njoroge regresó a su Kenia natal y negó la paternidad de su hijo. Morello fue criado por su madre en Libertyville (Illinois) y asistió a Libertyville High School, donde su madre era profesora de historia de los Estados Unidos. Fue la maestra de aula del compañero de clase de Morello y también guitarrista Adam Jones, más tarde de la banda Tool. Morello cantó en el coro de la escuela y participó activamente en los clubes de oratoria y teatro; un papel destacado que interpretó fue el de Oberón en A Midsummer Night's Dream. Morello desarrolló inclinaciones políticas de izquierda temprano y se ha descrito a sí mismo como «el único anarquista en una escuela secundaria conservadora», y desde entonces se ha identificado como un socialista no sectario. En las elecciones simuladas de 1980 en Libertyville, hizo campaña a favor de un «candidato» anarquista ficticio llamado Hubie Maxwell, que ocupó el cuarto lugar en las elecciones. Escribió un artículo titulado «South Africa: Racist Fascism That We Support» para el periódico alternativo de la escuela, The Student Pulse.
Morello se graduó de la escuela secundaria con honores en junio de 1982 y se matriculó en la Universidad de Harvard como estudiante de ciencias políticas ese otoño. La banda de Morello Bored of Education ganó la Ivy League Battle of the Bands en 1986 con Carolyn Bertozzi, ganadora del Premio Nobel de Química 2022, en los teclados. Morello se graduó en 1986 con una licenciatura en estudios sociales. Se mudó a Los Ángeles, donde se ganó la vida trabajando como stripper.

«Cuando me gradué de Harvard y me mudé a Hollywood, estaba sin trabajo. Literalmente me moría de hambre, así que tuve que trabajar en ocupaciones de baja categoría y, en un momento, incluso trabajé como bailarín exótico. ¡«Brick House» de los Commodores era mi actuación! Hacía despedidas de soltera y me quedaba en calzoncillos. ¿Iría más lejos? ¡Todo lo que puedo decir es que gracias a Dios fue en el tiempo antes de YouTube! Podías ganar dinero decente haciendo ese trabajo: la gente hace lo que tiene que hacer».
Tom Morello

Adam Jones, su compañero de clase en la escuela secundaria, también se mudó a Los Ángeles; Morello presentó a Jones y Maynard James Keenan a Danny Carey, quien vendría a formar la banda Tool. De 1987 a 1988, Morello trabajó en la oficina del senador de los Estados Unidos Alan Cranston (D-CA); sin embargo, esta resultó ser una experiencia negativa para Morello, quien decidió no seguir nunca una carrera política:

«Nunca tuve un deseo real de trabajar en política, pero si alguna brasa ardía en mí, se apagó trabajando en ese trabajo por dos cosas: una de ellas era que el 80 por ciento del tiempo lo pasaba con el Senador, estaba al teléfono pidiendo dinero a los ricos. Simplemente me hizo entender que todo el asunto estaba sucio. Tenía que comprometer todo su ser todos los días. El otro fue el momento en que una mujer llamó a la oficina quejándose de que había mexicanos mudándose a su vecindario. Le dije, "Señora, usted es una maldita racista", y ella se indignó. Pensé que estaba representando bien nuestra causa, ¡pero todos me gritaron durante una semana por decir eso! Pensé para mis adentros que si estoy en un trabajo en el que no puedo llamar racista a un puto racista, entonces no es para mí».
Tom Morello

### Carrera profesional: Lock Up y Rage Against the Machine
Lock Up fue formada por el guitarrista Mike Livingston y el bajista Kevin Wood, que habían tocado juntos anteriormente en Ella and the Blacks. El baterista original fue Michael Lee, quien abandonó el grupo y fue sustituido por D.H. Peligro que anteriormente había tocado con The Dead Kennedys y más tarde con Red Hot Chili Peppers. Después de que Peligro se marchara, fue remplazado por Vince Ostertag. Tras una discusión entre Livingston y Wood, ambos decidieron marcharse. Morello entró para sustituir a Livingston, y Chris Beebe asumió el papel de bajista, sustituyendo a Wood, para completar la alineación de la banda. En 1989 el grupo publicó su único álbum, Something Bitchin' This Way Comes, en Geffen Records, antes de separarse.

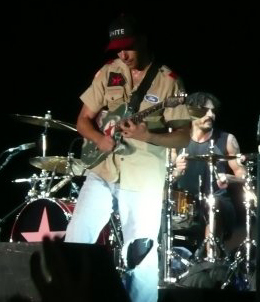
Morello con Rage Against the Machine en el Reading Festival de 2008

En 1991, Morello buscaba formar una nueva banda después de que Lock Up se disolviera. Quedó impresionado por el freestyle de Zack de la Rocha y le pidió que se uniera a su banda. Seleccionó al baterista Brad Wilk, a quien conocía de Lock Up, donde Wilk audicionó sin éxito para un puesto de baterista. La formación de la banda se completó cuando de la Rocha convenció a su amigo de la infancia, Tim Commerford, para que tocara el bajo. El plan del álbum debut del grupo con un sello importante, la cinta de demostración Rage Against the Machine, se colocó en un casete autoeditado de doce canciones, cuya imagen de portada mostraba recortes de periódicos de la sección del mercado de valores con una sola cerilla pegada a la tarjeta incrustada. No todas las doce canciones llegaron al álbum final; dos finalmente se incluyeron como caras B, mientras que otras tres nunca tuvieron un lanzamiento oficial. Varios sellos discográficos expresaron interés y la banda finalmente firmó con Epic Records. Morello dijo: «Epic estuvo de acuerdo con todo lo que les pedimos y lo cumplieron... Nunca vimos un conflicto [ideológico] mientras mantuviéramos el control creativo». Es así que, en 1992, la banda lanzó su álbum debut homónimo. Alcanzaron el éxito comercial y lanzaron tres álbumes de estudio más: Evil Empire (1996), The Battle of Los Angeles (1999) y Renegades (2000).
En agosto de 2000, en Los Ángeles durante la Convención Nacional Demócrata, Rage actuó fuera del Staples Center ante una multitud de miles de personas mientras la convención se desarrollaba en el interior. Después de que varios miembros de la audiencia comenzaron a arrojar piedras, el Departamento de Policía de Los Ángeles cortó la energía y ordenó a la audiencia que se dispersara, disparando balas de goma y gas pimienta contra la multitud.
A finales de 2000, en medio de desacuerdos sobre la dirección de la banda y el incidente de Commerford en los VMA, De la Rocha, descontento, abandonó la banda. El 13 de septiembre de 2000, Rage Against the Machine realizó su último concierto en el Grand Olympic Auditorium de Los Ángeles. Aunque Rage se disolvió en octubre de 2000, su cuarto álbum de estudio, Renegades, fue lanzado dos meses después. 2003 vio el lanzamiento de su último álbum, titulado Live at the Grand Olympic Auditorium, una grabación editada de los dos últimos conciertos de la banda el 12 y 13 de septiembre de 2000 en el Grand Olympic Auditorium de Los Ángeles. Estuvo acompañado por un lanzamiento en DVD ampliado del último programa e incluyó un video musical inédito de «Bombtrack».
Después de disolverse, Morello, Wilk y Commerford formaron Audioslave con el entonces excantante de Soundgarden Chris Cornell y lanzaron tres álbumes y un DVD del concierto de la banda en Cuba. De la Rocha comenzó a trabajar en un álbum en solitario en colaboración con DJ Shadow, Company Flow y Questlove de Roots, pero el proyecto se abandonó para trabajar con Trent Reznor de Nine Inch Nails. La grabación se completó, pero el álbum probablemente nunca se lanzará. Hasta ahora, solo se han lanzado dos pistas: «We Want It All» apareció en Songs and Artists that Inspired Fahrenheit 9/11, y «Digging For Windows» se lanzó como sencillo.

### Trabajo solista y Audioslave

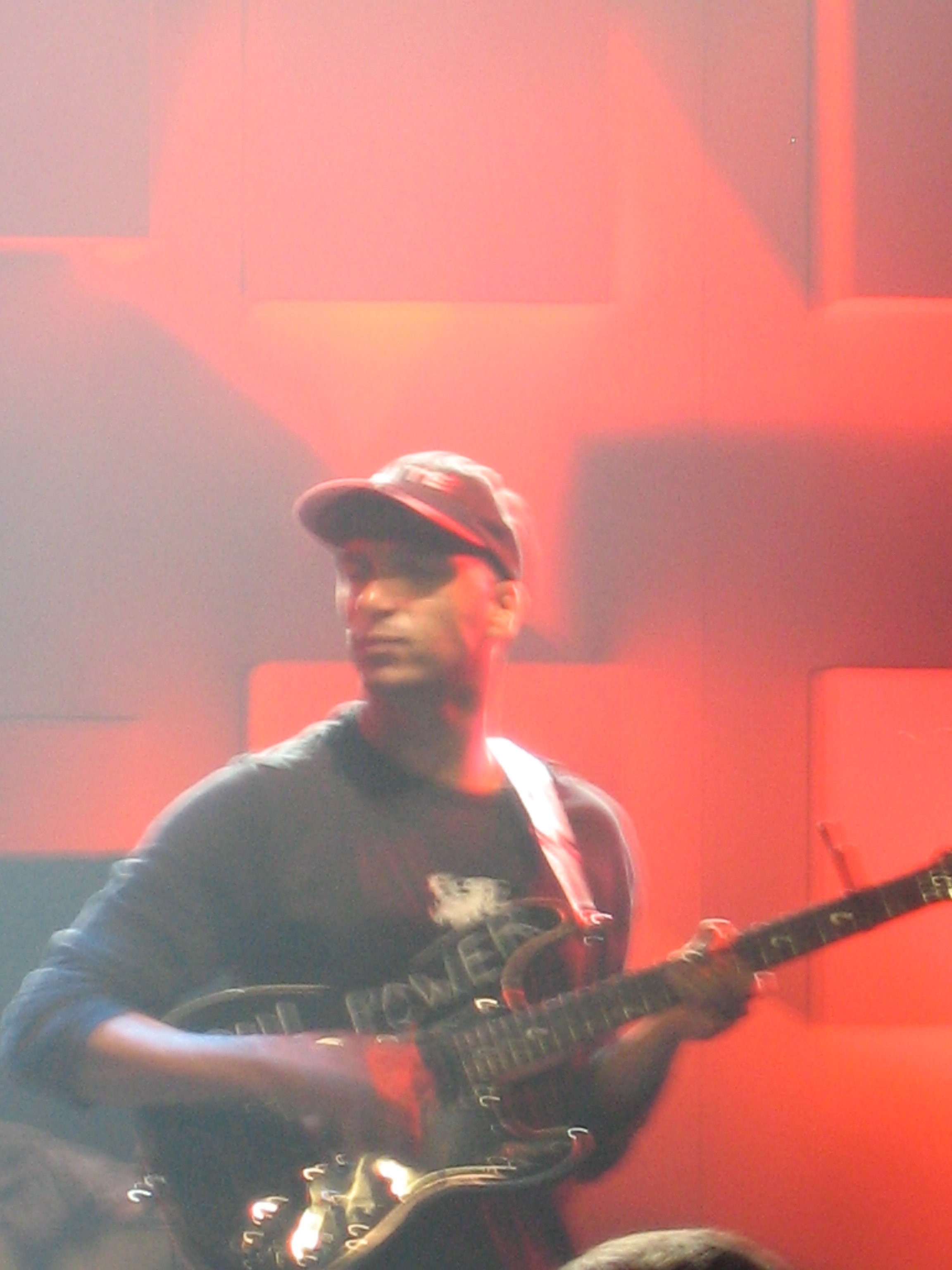
Morello con Audioslave en el Montreux Jazz Festival de 2005

Después de que de la Rocha dejó Rage Against the Machine, los compañeros restantes de la banda comenzaron a colaborar con el exvocalista de Soundgarden Chris Cornell por sugerencia del productor Rick Rubin. Primero se rumoreó que el nuevo grupo se llamaría Civilian Project, pero el nombre Audioslave se confirmó antes de que se lanzara su primer álbum.
La banda lanzó su álbum debut homónimo el 19 de noviembre de 2002. Fue un éxito comercial y de crítica, alcanzando el estatus de triple platino. Después Out of Exile, saldría al mercado el 24 de mayo de 2005. Debutó en el número 1 en las listas de Billboard y alcanzó el estatus de platino. Ese mismo año, lanzaron un DVD que documentaba su viaje como la primera banda de rock estadounidense en ofrecer un espectáculo gratuito en Cuba. El tercer álbum de la banda, Revelations, fue lanzado en el otoño de 2006. El 15 de febrero de 2007, Audioslave se había disuelto como resultado de la partida del líder Cornell debido a «conflictos de personalidad irresolubles». Se reunieron con Zack de la Rocha y retomó su banda anterior, Rage Against the Machine.
Morello escribe e interpreta música folclórica bajo el alias The Nightwatchman. Él ha explicado: 

The Nightwatchman es mi alter ego político. He estado escribiendo estas canciones y cantándolas con amigos algunas noches desde hace algún tiempo. Esta es la primera vez que he viajado con ellas. Cuando toco en noches de micrófono abierto, soy anunciado como The Nightwatchman. Allí habrá chicos que son fans de mi manejo con la guitarra eléctrica, y los verás allí rasgueando sus cabezas.
Pero es algo que yo disfruto haciendo. Lo veo como algo más allá de mi política. De hecho, algunas de las canciones no son totalmente políticas. Esto me ayuda a crecer como artista y letrista. Una vez que te pinchas la vena, nunca sabes qué va a salir.
Tom Morello

En noviembre de 2003, The Nightwatchman se unió a los artistas Billy Bragg, Lester Chambers de Chambers Brothers, Steve Earle, Jill Sobule, Boots Riley de The Coup y Mike Mills de R.E.M. en la Tell Us the Truth Tour. La gira por trece ciudades contó con el apoyo de sindicatos, grupos ambientalistas y de reforma de los medios de comunicación, incluidos Common Cause, Free Press y A.F.L.-C.I.O. con el objetivo final de «informar a los aficionados de la música y exponer y desafiar los fracasos de los principales medios de comunicación en los Estados Unidos». Morello explicó:

Es necesario aplastar la consolidación de los medios y desenmascarar la globalización. Cuando los presidentes y los políticos mienten, es trabajo de la prensa exponer esas mentiras. Cuando la prensa fracasa, los gangstas salen de su escondite. La mentira se convierte en ley. El objetivo de la gira Tell Us the Truth es ayudar a otros a establecer conexiones y mostrarles que el activismo puede cambiar las políticas de este país.
Tom Morello

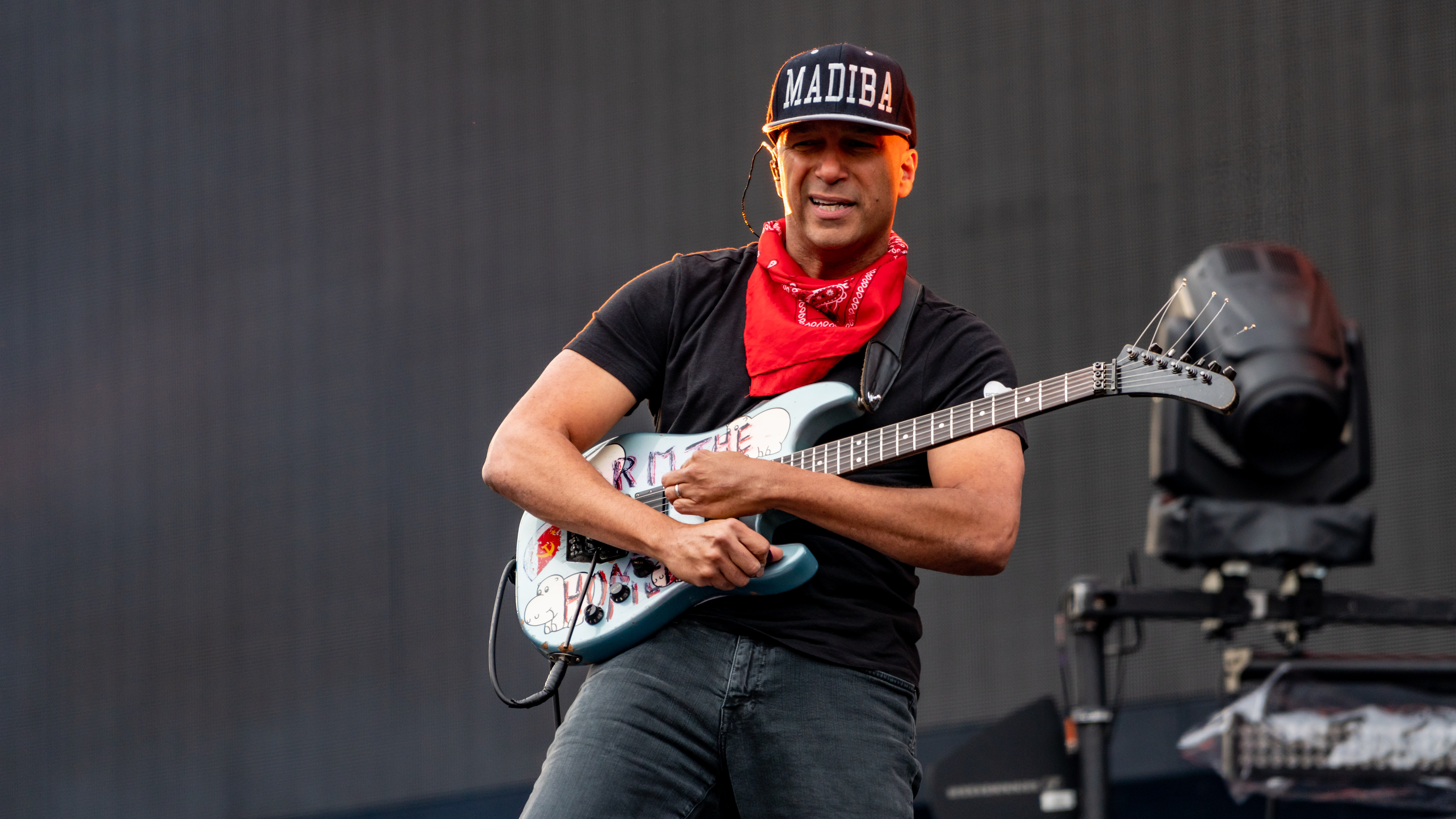
Morello haciendo su solo de scratching usando un slide

Una de sus muchas canciones, «No One Left», que compara las secuelas de los ataques del 11 de septiembre de 2001 con las de un ataque estadounidense a Irak, aparece en el álbum Songs and Artists that Inspired Fahrenheit 9/11. The Nightwatchman apareció en el álbum/DVD Axis Of Justice: Concert Series Volume 1, contribuyendo con las canciones «Until the End», «The Road I Must Travel» y «Union Song». Morello, como Nightwatchman, lanzó su álbum debut en solitario, One Man Revolution, el 24 de abril de 2007. The Nightwatchman se unió a Dave Matthews Band para su gira europea en mayo de 2007. Además de ser telonero de Dave Matthews Band, fue invitado como invitado en un par de canciones cada noche. La última de este arreglo de Morello/Dave Matthews Band fue el 30 de mayo de 2007, en el Wembley Arena de Londres, el día del cumpleaños de Morello. The Nightwatchman apoyó a Ben Harper en la gira. Durante esta gira, Morello se unió a Harper en el escenario para una versión de «Masters of War» de Bob Dylan, en la que toca la guitarra eléctrica en el estilo por el que es más conocido.
Morello ha presidido una residencia en un Hotel Café en Los Ángeles desde noviembre de 2007, en la que han participado muchos de sus compañeros musicales, incluidos Serj Tankian, Perry Farrell, Jon Foreman de Switchfoot, Shooter Jennings, Nuno Bettencourt, Sen Dog de Cypress Hill, Jill Sobule, Boots Riley, Alexi Murdoch, Wayne Kramer de MC5 y otros. El 10 de octubre de 2008, Nightwatchman apareció en The Late Late Show con Craig Ferguson como invitado musical, promocionando su nuevo álbum The Fabled City. El 17 de diciembre de 2011, Morello realizó un set en vivo para «Guitar Center Sessions» en DirecTV. El episodio incluyó una entrevista con el presentador del programa Nic Harcourt. Morello, como Nightwatchman, contribuyó con una versión de «Blind Willie McTell» en el álbum tributo Chimes Of Freedom: The Songs of Bob Dylan Honoring 50 Years of Amnistía Internacional lanzado en 2012.

### Reunión de Rage Against the Machine, colaboraciones y proyectos paralelos
El 29 de abril de 2007, Rage Against the Machine se reunió en el Coachella Music Festival. La banda tocó enfrente de la mayor cantidad de gente de todo el festival. El espectáculo estaba inicialmente pensado para ser un único concierto. Pero la banda tocó en 7 espectáculos más en los Estados Unidos en 2007 (incluyendo su primer concierto fuera de festival en el Alpine Valley Music Theater en East Troy, Wisconsin) y en enero de 2008, tocaron por primera vez fuera de Estados Unidos desde su reunión tomando parte del “Big Day Out Festival” en Australia y en Nueva Zelanda. En agosto de 2008, encabezaron las noches del festival de Reading y de Leeds.

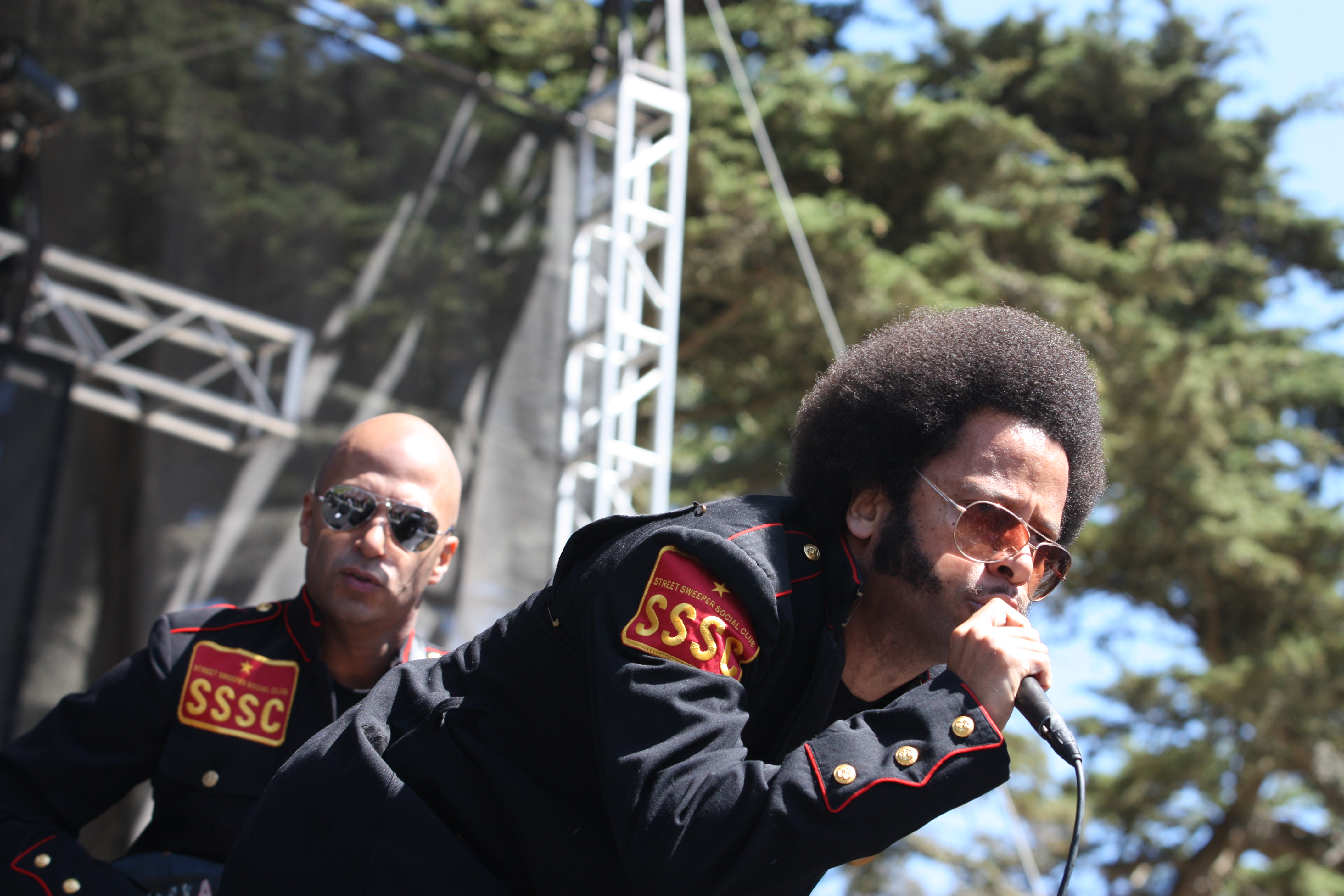
Morello (izquierda) con Boots Riley (derecha) en un concierto de SSSC en 2009

Tras la ruptura de Audioslave en 2007, Morello se reunió con Boots Riley de The Coup, sugiriendo que formaran una banda a la que Morello había llamado Street Sweeper. Después de darle a Riley una cinta con varias canciones para que las escribiera, los dos crearon el dúo Street Sweeper Social Club. Street Sweeper Social Club abrió sus puertas para Nine Inch Nails y Jane's Addiction en mayo de 2009.
En abril de 2008, Morello hizo dos apariciones especiales con Bruce Springsteen y la E Street Band en el Honda Center de Anaheim. Realizaron una versión eléctrica extendida, con solos de guitarra, de «The Ghost of Tom Joad» —que anteriormente había sido versionada por Rage Against the Machine en Renegades—. Una de estas actuaciones se incluyó en el EP Magic Tour Highlights de Springsteen como pista de audio o descarga de video. El 29 de octubre de 2009, Morello actuó en el Concierto del 25.º Aniversario del Salón de la Fama del Rock & Roll en el Madison Square Garden. Interpretó «The Ghost of Tom Joad», «London Calling», «Badlands» y «(Your Love Keeps Lifting Me) Higher and Higher» con Springsteen y la E Street Band.
Morello aparece en dos canciones del álbum Wrecking Ball de Springsteen de 2012. Se unió a Springsteen, E Street Band y The Roots en Late Night with Jimmy Fallon para obtener una vista previa del álbum antes de su lanzamiento. El 4 de diciembre de 2012, Morello se unió nuevamente a Springsteen y la E Street Band para interpretar cinco canciones durante un concierto en Anaheim. El 17 de enero de 2013, se anunció que Morello se uniría temporalmente a Springsteen y la E Street Band en la etapa australiana de marzo de 2013 de su Wrecking Ball Tour, reemplazando al veterano guitarrista de E Street Band, Steven Van Zandt, quien tenía conflictos de programación para filmar la serie de televisión Lilyhammer. Durante la gira, Morello se unió a la banda en el estudio para grabar música nueva.
El material que Morello grabó con Springsteen apareció en el decimoctavo álbum de estudio de Springsteen, High Hopes, que se lanzó en enero de 2014. Morello aparece en ocho de las 11 pistas del álbum y comparte la voz principal con Springsteen en una regrabación de «The Ghost of Tom Joad». Fue Morello quien originalmente sugirió que Springsteen interpretara la canción principal durante un concierto por primera vez en marzo de 2013. Springsteen había grabado previamente la canción en 1995, y la interpretación de 2013 llevó a su regrabación, que posteriormente se convirtió en el álbum del mismo nombre. Springsteen le da gran crédito a Morello como una gran inspiración para el álbum al decir que era «mi musa» y «llevó el resto de este proyecto a otro nivel». Posteriormente, Morello apareció junto a Springsteen y la E Street Band durante una aparición en enero de 2014 en Late Night with Jimmy Fallon y luego en la consiguiente gira High Hopes que finalizó en mayo de 2014. El posterior The River Tour 2016 de Springsteen contó con una alineación más pequeña sin Morello.
Morello hizo una aparición sorpresa durante el show The River Tour 2016 de Springsteen y la E Street Band el 25 de agosto de 2016, en el MetLife Stadium de Nueva Jersey, donde se unió a ellos en «Death to My Hometown», «American Skin (41 Shots)», «The Ghost of Tom Joad» y «Badlands».
Prophets of Rage se formó en 2016. El supergrupo está formado por Morello, el bajista y corista de Rage Against the Machine, Tim Commerford, y el baterista Brad Wilk, con Chuck D y DJ Lord de Public Enemy y B-Real de Cypress Hill. Morello declaró a Rolling Stone: «Somos un grupo de trabajo de élite de músicos revolucionarios decididos a enfrentar esta montaña de tonterías del año electoral, y enfrentarla de frente con pilas de Marshall ardiendo».
El nombre de la banda deriva del título de la canción de Public Enemy «Prophets of Rage» de su álbum de 1988 It Takes a Nation of Millions to Hold Us Back. Coincidiendo con su actuación de protesta en la Convención Nacional Republicana, la banda lanzó su sencillo debut, titulado «Prophets of Rage». El grupo lanzó el EP The Party's Over en 2016 y el LP Prophets of Rage en 2017. La banda comenzó su gira Make America Rage Again por Norteamérica durante el verano de 2016 y continuó de gira hasta 2018. Con el anuncio de la reunión de Rage Against the Machine en 2020, Prophets of Rage se disolvió.
El 26 de julio, Morello anunció un nuevo álbum en solitario titulado The Atlas Underground con colaboraciones con Marcus Mumford, Portugal. The Man, Bassnectar, RZA y GZA del Wu-Tang Clan, Vic Mensa, K.Flay, Big Boi, Gary Clark Jr., Pretty Lights, Killer Mike, Tim McIlrath, Steve Aoki y Whethan. Las primeras canciones lanzadas del álbum son «We Don't Need You» con Vic Mensa y «Battle Sirens» con Knife Party. The Atlas Underground fue lanzado el 12 de octubre de 2018. El 21 de septiembre de 2021, Tom lanzó una nueva canción llamada «Let's Get The Party Started» con miembros de Bring Me the Horizon. Siguió esto con el lanzamiento el 15 de octubre de 2021 de su segundo álbum en solitario, The Atlas Underground Fire. Al igual que su primer álbum, incluyó una amplia gama de colaboraciones, con Bruce Springsteen, Eddie Vedder, Bring Me the Horizon, Phantogram, Chris Stapleton, grandson, Mike Posner, Damian Marley, phem, Protohype, Dennis Lyxzén de Refused y Sama' Abdulhadi.

## Técnica

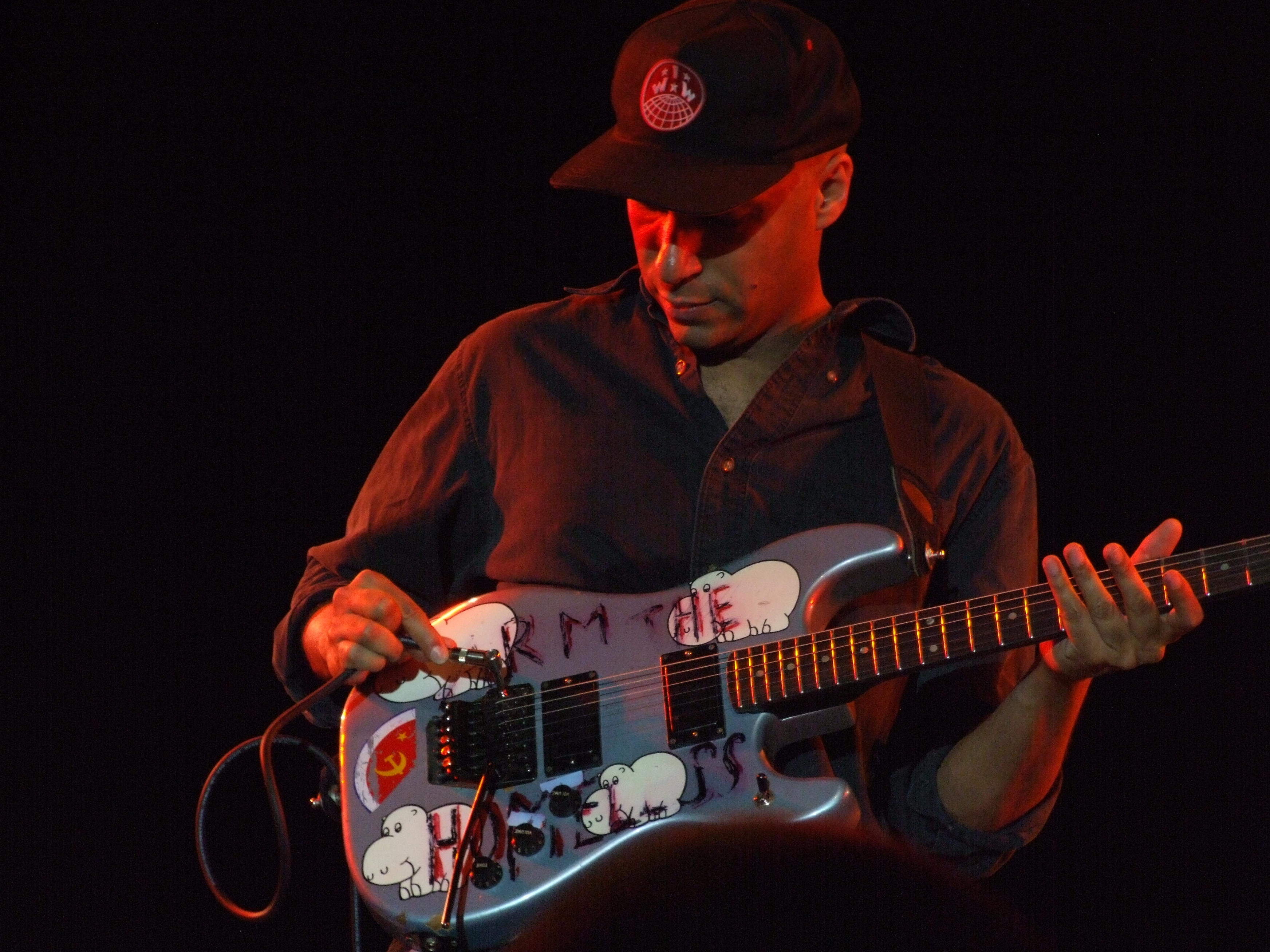
Tom Morello es conocido por su manera inusual y atípica de tocar la guitarra

Morello es famoso por su estilo de tocar la guitarra, que consiste en riffs híbridos de heavy metal/punk y sonidos inspirados en el hip hop. Una reseña en vivo de Melody Maker de 1993 durante un concierto de Rage Against the Machine decía: «El guitarrista Tom Morello usa su guitarra en alto para hacer cualquier sonido. Bombas que caen, sirenas de policía, rasguños: él puede hacerlo todo».
Para producir los sonidos de su guitarra, Morello elige varios pedales de efectos. Durante su permanencia en Rage Against the Machine, usó un Dunlop Cry Baby, un DigiTech WH-1 Whammy, un Boss DD-2 Digital Delay, un pedal DOD EQ —en plano y solo usado para aumentar el volumen durante los solos de guitarra o en particular—, y un Ibanez DFL Flanger. Alrededor de la época de The Battle of Los Angeles, añadió un pedal Boss TR-2 Tremolo. Para Audioslave, Morello reemplazó el Ibanez Flanger con un MXR Phase 90. Su amplificador preferido siempre ha sido un Marshall JCM 800 2205 de 50 vatios y un gabinete Peavey 4x12. Si bien el amplificador Marshall tiene dos canales, él solo usa el canal de overdrive y simplemente baja el volumen de su guitarra para obtener sonidos más limpios.
En el estudio, Morello utiliza la misma configuración para la mayor parte de las pistas de guitarra. Para The Battle of Los Angeles, utilizó algunos otros amplificadores, como un Line 6 como se escucha en la introducción limpia y espacial de «Mic Check», además de un miniamplificador Pignose y un amplificador estilo MusicMan «Twin». Durante la grabación del último álbum de Audioslave, Revelations, Morello experimentó con diferentes configuraciones de amplificador. Para el solo de la canción principal, dividió su señal entre su cabezal Marshall 2205 estándar y su gabinete Peavey y un cabezal Fender Bassman de 100 vatios y un gabinete Orange. Con el retraso enviado a uno mientras que el otro no se ve afectado, el sonido se «hace ping-pong» entre los dos amplificadores. También tomó prestado un amplificador Vox AC30 del productor Brendan O'Brien para algunas pistas.
La técnica y el talento únicos de Morello lo llevaron a ser elegido como el quinto mejor guitarrista de los últimos 30 años en una encuesta de la BBC de 2010.

## Política

### Visiones y activismo

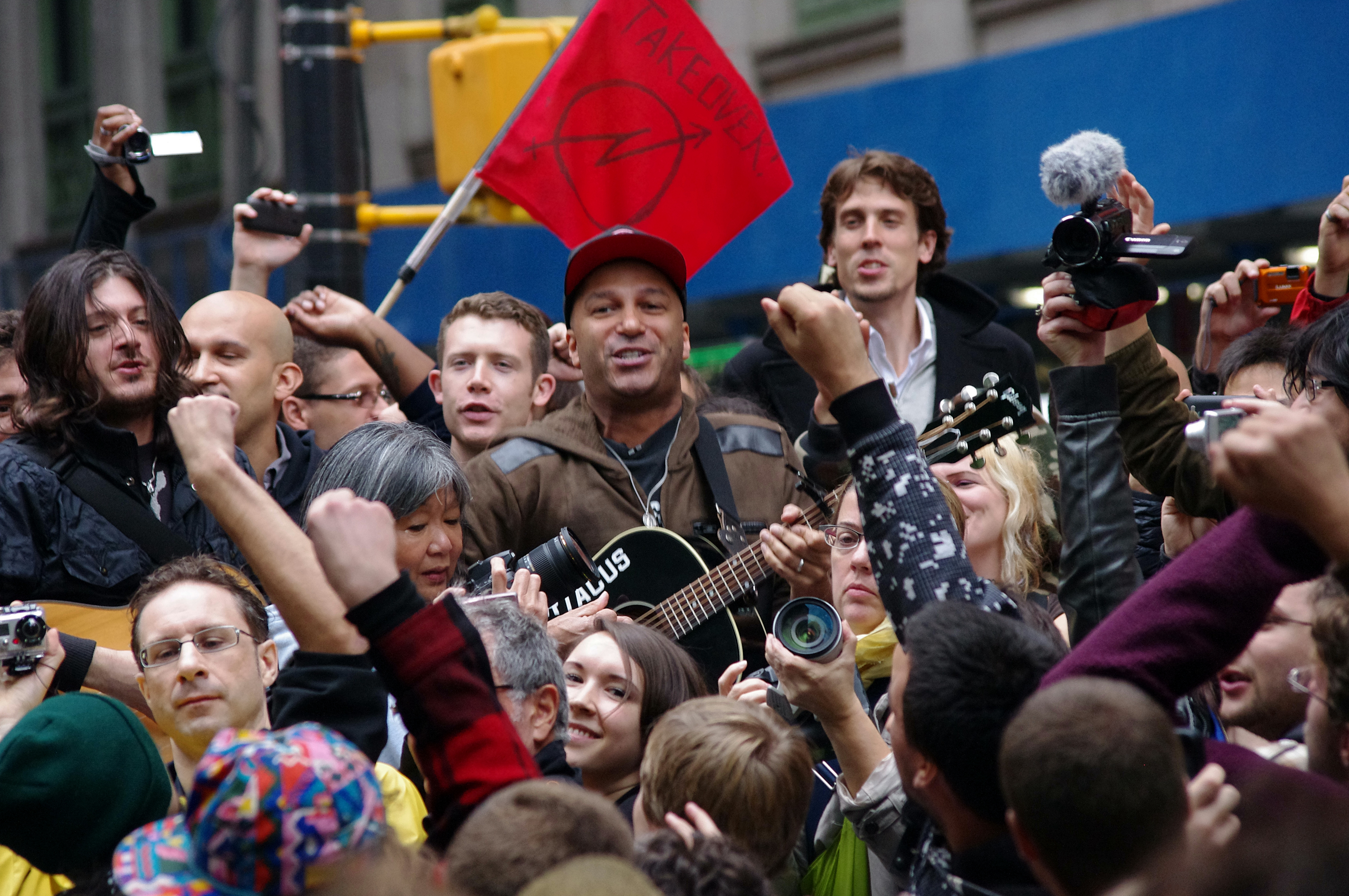
Morello tocando en el Occupy Wall Street en Nueva York, octubre de 2011

Morello, así como sus compañeros de Rage Against the Machine, tienen opiniones políticas de izquierda. Se identifica como socialista y ha llamado al socialismo una «necesidad» para el mundo, diciendo: «Creo que [el socialismo es] una necesidad para salvar el planeta [...] Miren cómo el capitalismo ha respondido a la pandemia global – es un desastre. Mire cómo el capitalismo ha respondido a la inminente crisis ambiental – es un desastre. Mire cómo el capitalismo ha respondido al racismo y al sentimiento antiinmigrante en el siglo XXI – es un desastre».
Morello ha expresado en ocasiones su respaldo a la militante organización comunista peruana Sendero Luminoso y lleva una pegatina de la organización en una de sus guitarras. Respecto de las presuntas atrocidades cometidas por el grupo, ha manifestado:

«Si hubo casos en los que Sendero Luminoso cometió atrocidades, nos oponemos absolutamente a eso. Eso es algo que debe ser condenado. Pero ¿serían (los críticos de la postura de Rage) tan vehementes sobre los bombardeos estadounidenses a Belgrado, Sudán y Afganistán? Es impactante que la gente pueda racionalizar un tipo de violencia pero no otro».

Morello utiliza con frecuencia imágenes comunistas, como pegatinas de hoz y martillo en sus guitarras y sombreros con estrellas rojas. Tras la muerte del líder cubano Fidel Castro, expresó su apoyo diciendo: «Si bien no estoy de acuerdo con todo lo que hizo Fidel Castro, hay muchas razones por las que es vilipendiado en los Estados Unidos y, sin embargo, sigue siendo un gran héroe en todo el Tercer Mundo [.. .] Al desafiar al imperialismo yanqui durante cincuenta años, instituir los mejores sistemas de atención médica, inmunización infantil y alfabetización en el hemisferio occidental (superando a Estados Unidos y Canadá), exportar médicos a países necesitados en todo el mundo [...] y ser Como defensor impenitente de los pobres y explotados, no sorprende que millones lamenten su fallecimiento». En su infancia, cita al partido Pantera Negra, al revolucionario marxista Che Guevara y a la organización militante de izquierda radical Weather Underground como «muy importantes para [él]. Eran personas que sin pedir disculpas se enfrentaron a la injusticia con los medios más contundentes necesarios». Su banda ha expresado su apoyo a movimientos guerrilleros como el Ejército Zapatista de Liberación Nacional, Sendero Luminoso, así como a movimientos sociales y políticos como el Landless Workers' Movement de Brasil.
Morello, con los demás miembros de Rage Against the Machine, protestó por la etiqueta de «Parental Advisory» en álbumes y sencillos explícitos por parte del Parents Music Resource Center, encabezado por Tipper Gore. La protesta consistió en que la banda se negó a actuar en Lollapalooza 1993. Subieron al escenario desnudos, con la boca cubierta con cinta adhesiva y el cuerpo pintado con la abreviatura de la organización, PMRC. En lugar de tocar, la banda permitió que sus instrumentos resonaran durante catorce minutos. Morello es miembro del sindicato Industrial Workers of the World. El 27 de agosto de 2008, Morello actuó en Denver (Colorado), en el mitin Open the Debates en oposición a la exclusión de la Comisión de Debates Presidenciales de candidatos de terceros partidos de los debates televisados a nivel nacional. Interpretó «This Land is Your Land» como Nightwatchman y respaldó al candidato presidencial independiente Ralph Nader. Sean Penn, Jello Biafra, Brooke Smith y Cindy Sheehan también formaron parte de la manifestación.
En octubre de 2009, Morello, entre varios músicos, demandó al gobierno de Estados Unidos por la desclasificación de todos los documentos relacionados con el uso de la música en los interrogatorios en el campo de detención de la Bahía de Guantánamo. Afirmó: «Guantánamo es conocido en todo el mundo como uno de los lugares donde se ha torturado a seres humanos, desde el ahogarlos hasta desnudarlos, encapucharlos y obligarlos a realizar actos sexuales humillantes, reproduciendo música durante 72 horas seguidas a volúmenes altos para romper sus tímpanos. Guantánamo puede ser la idea de Dick Cheney de Estados Unidos, pero no es la mía. El hecho de que la música que ayudé a crear se haya utilizado en crímenes contra la humanidad me enoja».
El 21 de febrero de 2011, Morello organizó y realizó un concierto acústico en apoyo de las protestas por los derechos de negociación colectiva en Madison (Wisconsin). El concierto contó con Wayne Kramer del MC5 y la banda de punk de Boston Street Dogs. Escribió un artículo en Rolling Stone sobre su experiencia. Morello ha tocado en muchos movimientos Occupy, incluidos Occupy Wall Street y Occupy Los Ángeles, San Francisco, Chicago, Seattle, Vancouver, Columbia Británica, Nottingham y Newcastle, Inglaterra. Cuando el candidato republicano a vicepresidente en las elecciones de 2012, Paul Ryan, dijo que le gustaba la música de Beethoven, Rage Against the Machine y Led Zeppelin, Morello respondió con un artículo de opinión en Rolling Stone: afirmando: «El amor de Paul Ryan por Rage Against The Machine es divertido, porque él es la encarnación de la máquina contra la que nuestra música ha estado luchando durante dos décadas». En junio de 2013, Morello y muchas otras celebridades aparecieron en un vídeo que mostraba su apoyo a Chelsea Manning.
El 26 de septiembre de 2014, Morello ofreció un concierto benéfico en Seattle para 15 Now, el grupo lanzado por Socialist Alternative y Kshama Sawant para aumentar el salario mínimo a 15 dólares la hora. El concierto tenía como objetivo expandir la organización a nivel nacional. Después de tocar en la presentación, Morello alentó a boicotear The 5 Point Cafe, un restaurante local en Seattle, que afirmó en Twitter era «anti-keniano» y «anti-trabajador», alentando a sus fanes a «correr la voz». El propietario del restaurante, David Meinert, respondió a Morello afirmando que «las estrellas de rock no reciben un trato especial en The 5 Point» y afirmando que «a Tom y su equipo no los dejaron entrar porque el lugar estaba lleno y no había una cola. No dejaban entrar a nadie». Morello respondió a Meinert, afirmando que mostraría «indulgencia» y «perdonaría» a Meinert si aceptaba un salario mínimo de 15 dólares.
En mayo de 2021, más de seiscientos músicos, incluidos miembros de Rage Against the Machine, firmaron una carta abierta en la que pedían boicotear las actuaciones en Israel hasta que el país pusiera fin a su ocupación de los territorios palestinos. Morello pidió un alto el fuego en la guerra entre Israel y Gaza de 2023. Asistió a la conmemoración del 50 aniversario del golpe de Estado chileno de 1973 y dijo que Estados Unidos «comparte la responsabilidad» del golpe.

### Axis of Justice
Morello y Serj Tankian de System of a Down son los cofundadores de Axis of Justice, un grupo político cuyo propósito declarado es «reunir a músicos, fanáticos de la música y organizaciones políticas de base para luchar juntos por la justicia social». Su objetivo es «construir un puente entre los fans de la música de todo el mundo y las organizaciones políticas locales para organizarse eficazmente en torno a cuestiones de paz, derechos humanos y justicia económica». El grupo ha trabajado por causas como los derechos de los inmigrantes y la abolición a la pena de muerte. Su lista de libros recomendados incluye autores como Karl Marx, Che Guevara, George Orwell, Noam Chomsky, Mumia Abu-Jamal y Grant Morrison.
Morello y Tankian, junto con un puñado de otros artistas, incluidos Maynard James Keenan, Wayne Kramer de MC5, el grupo de hip hop Jurassic 5 y Michael «Flea» Balzary de Red Hot Chili Peppers, lanzaron una grabación en vivo de versiones y canciones originales, tituladas Axis of Justice: Concert Series Volume 1. El 6 de abril de 2006, Morello fue honrado con el Premio Eleanor Roosevelt de Derechos Humanos por su apoyo a los derechos de los trabajadores y por su trabajo en AOJ. Morello ha trabajado en numerosas campañas laborales: el boicot a las fábricas clandestinas de Guess; los conserjes de Los Ángeles hacen huelga; el boicot a Taco Bell; la huelga y el cierre patronal de los trabajadores del supermercado del sur de California; la campaña de sindicalización de Starbucks de los Socialistas Democráticos de América y otros.
Morello fue un firme partidario de las protestas por la reforma migratoria de 2006 en todo Estados Unidos. Morello interpretó al Nightwatchman en MacArthur Park en Los Ángeles y ha publicado muchos artículos sobre AOJ. El 28 de septiembre de 2006, Morello fue uno de los cuatrocientos manifestantes arrestados que protestaban en apoyo de los derechos de los trabajadores inmigrantes de hoteles, en lo que los organizadores llamaron «el mayor acto de desobediencia civil en la historia de Los Ángeles». Morello sabía que lo iban a arrestar. Llevaba un cartel amarillo brillante y le dio a la policía de Los Ángeles su número de licencia de conducir unos días antes de la marcha. Morello le dijo a MTV:

«En estos tiempos políticos oscuros, es importante para nosotros defendernos unos a otros. Estos trabajadores de hoteles en el aeropuerto ganan un 20 % menos que los trabajadores de hoteles en el resto de Los Ángeles. Estamos aquí para expresar nuestra solidaridad con ellos. Para ayudarlos a sindicalizarse y ayudarlos a cerrar la brecha entre sus salarios de pobreza y los millones y millones de dólares que ganan las personas propietarias de estos hoteles».

## Equipo

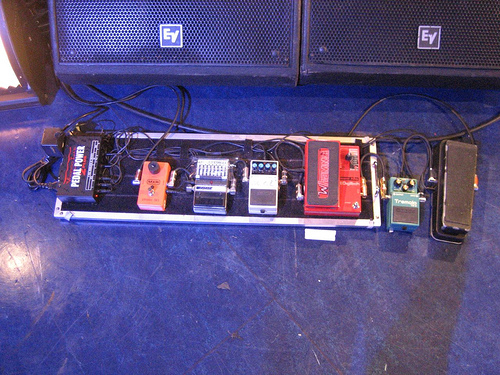
Una foto de la pedalera de la era Audioslave de Morello; en el extremo izquierdo hay un Voodoo Lab Pedal Power 2 Plus

Morello utiliza varias guitarras, a menudo muy modificadas, de varios fabricantes para crear su sonido de guitarra «poco convencionalmente icónico», y muchas de ellas presentan eslóganes en homenaje a la acústica «This Machine Kills Fascists» de Woody Guthrie. Su guitarra más famosa de este tipo, que lleva el texto pintado «Arm the Homeless», fue una construcción personalizada de estilo Stratocaster que encargó antes de unirse a su primera banda en California. Disgustado con el resultado, Morello pasó varios años modificándola, intercambiando repetidamente pastillas, mástiles y puentes en un vano intento de replicar los tonos de Randy Rhoads y Nuno Bettencourt. Morello finalmente abandonó esta búsqueda y optó por «tomar cualquier sonido que haga esta cosa y crear con ella». Añadió el texto «Arm the Homeless» antes de un concierto en Whisky A Go Go porque le gustaba el eslogan «provocador y militante situacionista» yuxtapuesto con los gráficos de hipopótamos sonrientes que había añadido previamente. La guitarra es su instrumento principal para las canciones en afinación estándar.
Para las canciones tocadas en drop D, Morello prefiere una Fender Telecaster de 1982 por la que cambió un cabezal Marshall. La Tele tiene un diapasón de arce y un acabado negro personalizado con el texto «Sendero Luminoso». Canciones como «Killing in the Name», «Freedom» y «Testify» se grabaron con esta guitarra. Tras la disolución de Rage Against the Machine, Morello buscó nuevas guitarras para tocar. Entre estas guitarras se encontraban una Fender Aerodyne-series Stratocaster negra modificada con el lema «Soul Power» y una Ibanez Artstar roja y negra con efectos integrados como distorsión, delay y wah-wah. Entre las guitarras acústicas que ha tocado Morello se encuentra una Gibson J-45 negra con el lema «Black Spartacus» y un emblema personalizado que combina la hoz y el martillo con las banderas estadounidense e italiana.
Morello ha tocado el mismo amplificador Marshall JCM800 2205 de 50 vatios, combinado con una caja Peavey 4x12, desde finales de los 80, y ha utilizado la misma configuración de amplificador desde que la eligió en 1988 o 1989. Adquirió la configuración después de que le robaran su amplificador anterior de su furgoneta. Otros amplificadores con los que Morello ha grabado incluyen un cabezal Fender Bassman y un Vox AC30. A pesar de ser conocido por crear sonidos únicos con sus guitarras, Morello utiliza pocos pedales de efectos. Su equipo de larga data incluye un MXR Phase 90, un ecualizador DOD FX40B, un retardo digital Boss DD-2, un DigiTech WH1 Whammy, un trémolo Boss TR-2 y un Dunlop Cry Baby Wah-Wah, todos alimentados por una fuente de alimentación Voodoo Lab Pedal Power Plus.
En 2023, Neural DSP lanzó un complemento de audio oficial basado en el equipo de Morello.

## Discografía selecta
| Lock Up - 1989: Something Bitchin' This Way Comes Rage Against the Machine - 1992: Rage Against the Machine - 1996: Evil Empire - 1999: The Battle of Los Angeles - 2000: Renegades - 2003: Live at the Grand Olympic Auditorium Audioslave - 2002: Audioslave - 2005: Out of Exile - 2006: Revelations The Nightwatchman - 2007: One Man Revolution - 2008: The Fabled City - 2011: Union Town - 2011: World Wide Rebel Songs | Street Sweeper Social Club - 2009: Street Sweeper Social Club - 2010: The Ghetto Blaster EP Prophets of Rage - 2016 The Party's Over EP - 2017: Prophets of Rage Solista - 2018: The Atlas Underground - 2020: Comandante - 2021: The Atlas Underground Fire - 2021: The Altas Underground Flood |